# Agriocnemis zerafica
Agriocnemis zerafica är en trollsländeart som beskrevs av Le Roi 1915. Agriocnemis zerafica ingår i släktet Agriocnemis och familjen dammflicksländor. IUCN kategoriserar arten globalt som livskraftig. Inga underarter finns listade i Catalogue of Life.